# 7675 Гориція
7675 Гориція (7675 Gorizia) — астероїд головного поясу, відкритий 23 листопада 1995 року.
Тіссеранів параметр щодо Юпітера — 3,507.